# Франц Кісліх
Франц Кісліх (нім. Franz Kieslich; 17 березня 1913, Бохум — 31 серпня 2012, Мюнхен) — німецький льотчик-ас штурмової авіації, майор люфтваффе вермахту, оберстлейтенант люфтваффе бундесверу. Кавалер Лицарського хреста Залізного хреста з дубовим листям.

## Біографія
Після закінчення авіаційного училища зарахований в 165-ту (з травня 1939 року — 77-ю) ескадру пікіруючих бомбардувальників. Учасник Польської, Французької і Балканської кампаній, а також боїв на радянсько-німецькому фронті. В 1942 році командував  7-ю ескадрильєю своєї ескадри. Літом 1942 року в районі Керчі і Севастополя його льотчики потопили 10 кораблів загальною водотоннажністю 23 000 брт, при цьому Кісліх був збитий 20 разів. 1 грудня 1942 року призначений командиром 3-ї групи ескадри. Керував групою у боях на радянсько-німецькому фронті. З 19 лютого 1945 року — командир 2-ї групи 151-ї ескадри підтримки сухопутних військ і залишався на чолі групи до кінця квітня 1945 року.
11 вересня 1956 року поступив на службу в люфтваффе. 31 березня 1969 року вийшов у відставку.

## Звання
- Кандидат в офіцери охоронної поліції (8 квітня 1931)
- Вахмістр поліції (1 квітня 1932)
- Обервахмістр земельної поліції (30 січня 1935)
- Унтерофіцер вермахту (15 липня 1935)
- Фельдфебель (1 жовтня 1937)
- Оберфельдфебель (1 квітня 1938)
- Оберлейтенант (1 жовтня 1941)
- Гауптман
- Майор (1 грудня 1944)
- Оберстлейтенант бундесверу

## Нагороди
- Медаль «За вислугу років у Вермахті» 4-го класу (4 роки) (2 жовтня 1936)
- Нагрудний знак пілота (22 лютого 1937)
- Медаль «У пам'ять 13 березня 1938 року» (16 грудня 1938)
- Медаль «У пам'ять 1 жовтня 1938» із застібкою «Празький град» (1 жовтня 1939)
- Нагрудний знак пілота (Болгарія) (5 травня 1941)
- Залізний хрест
  - 2-го класу (5 травня 1941)
  - 1-го класу (10 серпня 1941)
- Авіаційна планка бомбардувальника
  - в бронзі (10 липня 1941)
  - в золоті (24 жовтня 1941)
  - в золоті з підвіскою (13 жовтня 1942)
- Німецький хрест в золоті (10 липня 1942)
- Медаль «За зимову кампанію на Сході 1941/42» (13 серпня 1942)
- Лицарський хрест Залізного хреста з дубовим листям
  - Лицарський хрест (5 січня 1943)
  - Дубове листя (№619; 10 жовтня 1944) — нагорода вручена Германом Герінгом.
- Кримський щит (15 березня 1943)
- Орден «Доблесний авіатор», лицарський хрест (Румунія) (29 березня 1943)
- Нагрудний знак «За поранення» в чорному (5 квітня 1944)